# Bauhandwerkerpfandrecht
Das Bauhandwerkerpfandrecht gibt dem Bauhandwerker in der Schweiz zur Sicherung seiner Werklohnforderung ein gesetzliches Pfandrecht am Grundstück, auf dem er seine Arbeit geleistet hat. Die Regelungen hierzu finden sich in Art. 837 ff. Zivilgesetzbuch.

## Voraussetzungen
Der Anspruch auf die Errichtung des Pfandrechts entsteht mit Abschluss des Werkvertrages und erlischt vier Monate nach Vollendung der Arbeit (Art. 839 Abs. 2 ZGB in der seit 2011 geltenden Fassung). Der Anspruch besteht auch für Nachunternehmer, unabhängig davon ob der Grundeigentümer vom Nachunternehmer etwas wusste oder im Vertrag mit dem Generalunternehmer sogar ausgeschlossen hat. Keinen Anspruch haben jedoch in der Regel Lieferanten von Baumaterialien bzw. Sachen, es sei denn, diese wurden speziell für den Bau hergestellt oder sind nur noch schwer verwertbar. Eine weitere Voraussetzung für die Errichtung des Bauhandwerkerpfandrechtes ist, dass die Arbeit bzw. Lieferung das zu belastende Grundstück betreffen muss. Der Eintrag darf nicht erfolgen bzw. muss gelöscht werden, wenn der Grundeigentümer hinreichende Sicherheiten geleistet hat. Bei öffentlichen Grundstücken (Bund, Kanton, Gemeinde) hat das Bauhandwerkerpfandrecht keine Gültigkeit, damit das Gemeinwesen nicht durch zivilrechtliche Ansprüche behindert wird.

## Der Eintrag ins Grundbuch
Wenn der Grundstückbesitzer den Anspruch und den Pfandbetrag anerkennt, kann das Pfandrecht aufgrund einer schriftlichen Grundbuchanmeldung durch den Eigentümer eingetragen werden. Ein Vertrag ist dazu nicht erforderlich, da es sich um einen gesetzlichen Anspruch handelt. Wenn der Grundeigentümer den Anspruch jedoch nicht anerkennt, muss dieser gerichtlich festgestellt werden. Da diese gerichtliche Feststellung in der Regel nicht innerhalb von vier Monaten erfolgt, kann beim zuständigen Gericht vorsorglich ein Gesuch auf eine provisorische Eintragung des Bauhandwerkerrechtes eingereicht werden. Wenn das Gericht den Anspruch auf vorläufige Eintragung bestätigt, erfolgt eine gerichtliche Anweisung an das Grundbuchamt. Gleichzeitig setzt das Gericht dem Bauhandwerker eine Frist zur Zivilklage auf definitiven Eintrag des Pfandrechtes in das Grundbuch.

## Der Grundstückbesitzer
Für den Grundeigentümer gibt es keinen sicheren Schutz vor dem Bauhandwerkerpfandrecht, es sei denn, er begleicht die Forderung oder leistet eine entsprechende Sicherheit (beispielsweise Bankgarantie). Der Bauhandwerker muss allerdings aktiv werden und in der Regel bei Gericht einen vorläufigen Grundbucheintrag des Pfandrechts erwirken, da das kaum ein Grundeigentümer freiwillig zulassen wird. Der vorläufige Grundbucheintrag wird jedoch nicht wieder von Amts wegen gelöscht, selbst wenn sich – wie in vielen Fällen – der Grundeigentümer und der Bauhandwerker aussergerichtlich einigen. Es ist die Aufgabe des Grundstückbesitzers sich darum zu kümmern. Dazu braucht er die Zustimmung des Bauhandwerkers. Wenn er diese nicht bekommt, muss der Grundeigentümer die Löschung gerichtlich geltend machen.

## Unterschiede zum deutschen Recht
Im deutschen Recht können Sicherheiten für die Vorleistungen nur beim jeweiligen Auftraggeber verlangt werden (gem. §§ 648, 648a BGB). Damit bekommt der Subunternehmer nur in wenigen Ausnahmefällen die Möglichkeit, sich mit seiner Forderung in das Grundbuch des Bauherrn eintragen zu lassen; bei mehrfach gestuften Auftragsverhältnissen ist dies faktisch unmöglich. Im Gegensatz dazu kann im Schweizer Recht jeder am Bau Beteiligte die Eintragung in den Grundbucheintrag der Liegenschaft verlangen, solange er nur Leistungen am Bau erbracht hat und seit Abschluss der Arbeiten keine vier Monate vergangen sind. Das gilt auch für Subunternehmer und Ausbauten durch den Mieter. Ein Vertrag mit dem Grundstückseigentümer ist dazu nicht erforderlich.